# Vinicio Teles Xavier de Pina

Vincio Teles Xavier de Pina administrador, formado pela Universidade Federal do Espírito Santo (Brasil) e político, é o Ministro da Juventude, Desporto e Empreendedorismo do XVII Governo Constitucional da Republica Democrática de São Tomé e Príncipe.

## Político
Membro do Comissão Politica e do Conselho Nacional do Movimento de Libertação de São Tomé e Príncipe - MLSTP-PSD
Secretário Nacional da Juventude do MLSTP-PSD e Secretário Distrital de Água Grande

## Outras Referencias
Deputado Nacional da Republica Democrática de São Tomé e Príncipe - 2018
Director Administrativo e Financeiro do Ministério da Educação - 2014.
Presidente e Fundador da Organização Geração de Valores - São Tomé e Príncipe - Desde 2014.
Presidente da Associação dos Quadros Santomenses Formados no Brasil - 2010.
Quadro Superior do Ministério das Finanças - Gabinete de Licitação e Contratação Pública.

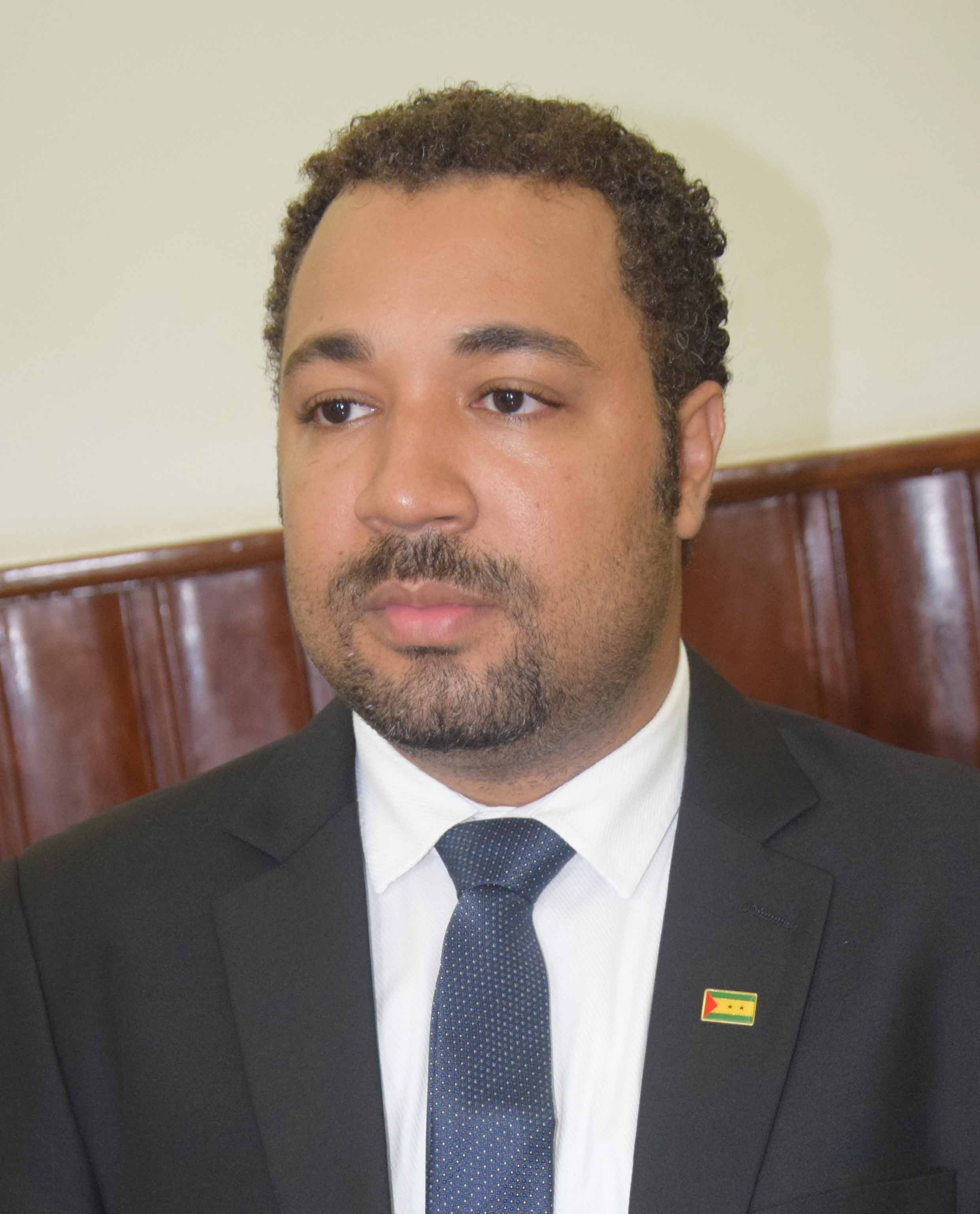
Ministro da Juventude, Desporto e Empreendedorismo